# Liberté chérie
Liberté Chérie была одной из очень немногих масонских лож, созданных в нацистских концентрационных лагерях во время Второй мировой войны.

## Ложа
15 ноября 1943 года семь бельгийских масонов, бойцов сопротивления, основали масонскую ложу «Liberté chérie» («Милая свобода») внутри блока 6 Эмсландлагер VII (Эстервеген). Название ложи было взято из Марсельезы.
Первыми семью масонами ложи стали Поль Хенсон, Люк Сомерхаузен, Жан де Шрайвер, Жан Сагг, Анри Стори, Амиди Миклот, Франц Роша и Ги Аннекар и позднее они инициировали, возвысили и возвели бельгийца, брата Фернана Еро.
По словам Франца Бриду, бывшего заключённого Эстервегена № 6, членами-основателями ложи «Милая Свобода» были: Роша, Сагг, Аннекар, Хенсон, Сомерхаузен, Дегельдр и Mиклот.
Месье Шрайвер прибыл после создания ложи, и не был членом-учредителем, а только лишь участником.
Поль Хэнсон был избран досточтимым мастером. Братья встречались для проведения работ ложи в блоке № 6 вокруг стола, который обычно использовался для сортировки патронов.
Католический священник стоял на страже и предупреждал об опасности, так чтобы братья могли проводить свои работы, а также охранял их тайны.
Блок № 6 Nacht und Nebel (нем. «Ночь и туман») был использован для содержания иностранных заключённых. Группа лагерей Эмсаландлагер были концентрационными лагерями, история которых представлена постоянной экспозицией документов и информации в центра Папенбурга. Всего 15 лагерей были основаны в Нидерландах, с центром администрации в Папенбурге.
Люк Самерхаузен описал инициацию Eро и т. д., а также обычные обряды. Эти обряды, (в которых они просили католического священника о помощи в сохранении тайны их сообщества (в его молитве). «…на одном из заседаний… после очень сильного упрощенного ритуала, отдельные инициатические компоненты которого были объяснены священнику, он сказал, что отныне может принимать участие в работе ложи».
Более ста заключённых в блоке № 6 были заперты почти круглосуточно. Им разрешалось прогуливаться только полчаса в день, под наблюдением. В течение дня, половина лагеря сортировала патроны и радиодетали. Другая половина заключённых лагеря была вынуждена работать в ужасных условиях на разработке торфа. Питание было настолько плохим, что заключённые, в среднем, теряли до 4 кг веса каждый месяц.
После первой ритуальной встречи и приёма нового брата дальнейшие встречи были тематическими. Одна была посвящена символу Великого Архитектора Вселенной, другая «Будущему Бельгии», а также были темы посвящённые «Положению женщин в масонстве». Только Сомерхаузен и Eро выжили в таких условиях. Ложа перестала работать в начале 1944 года.

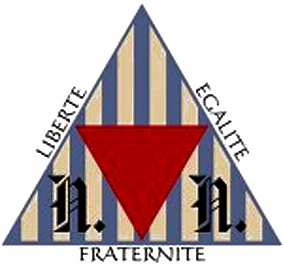
Эмблема ложи
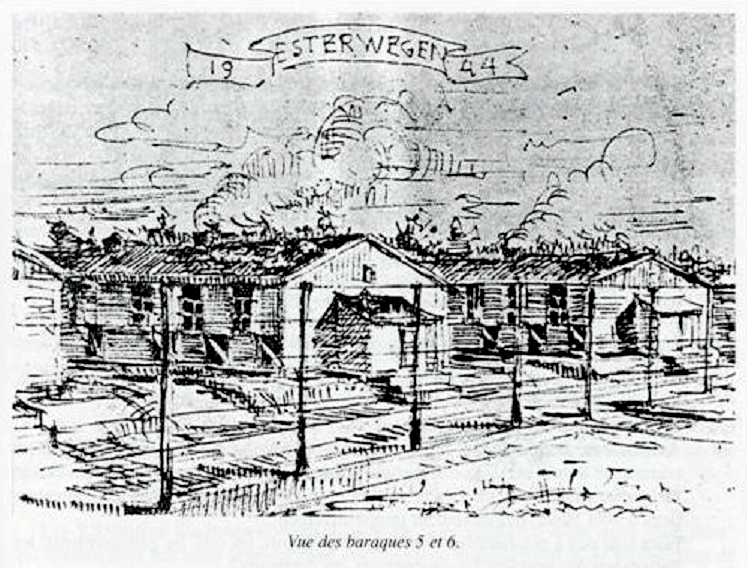
Лагерный барак
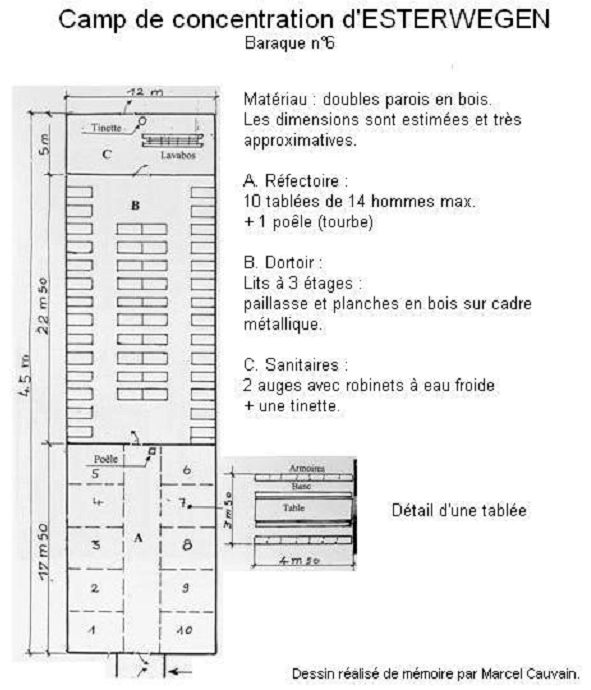
План блока № 6 концентрационного лагеря Эстервеген
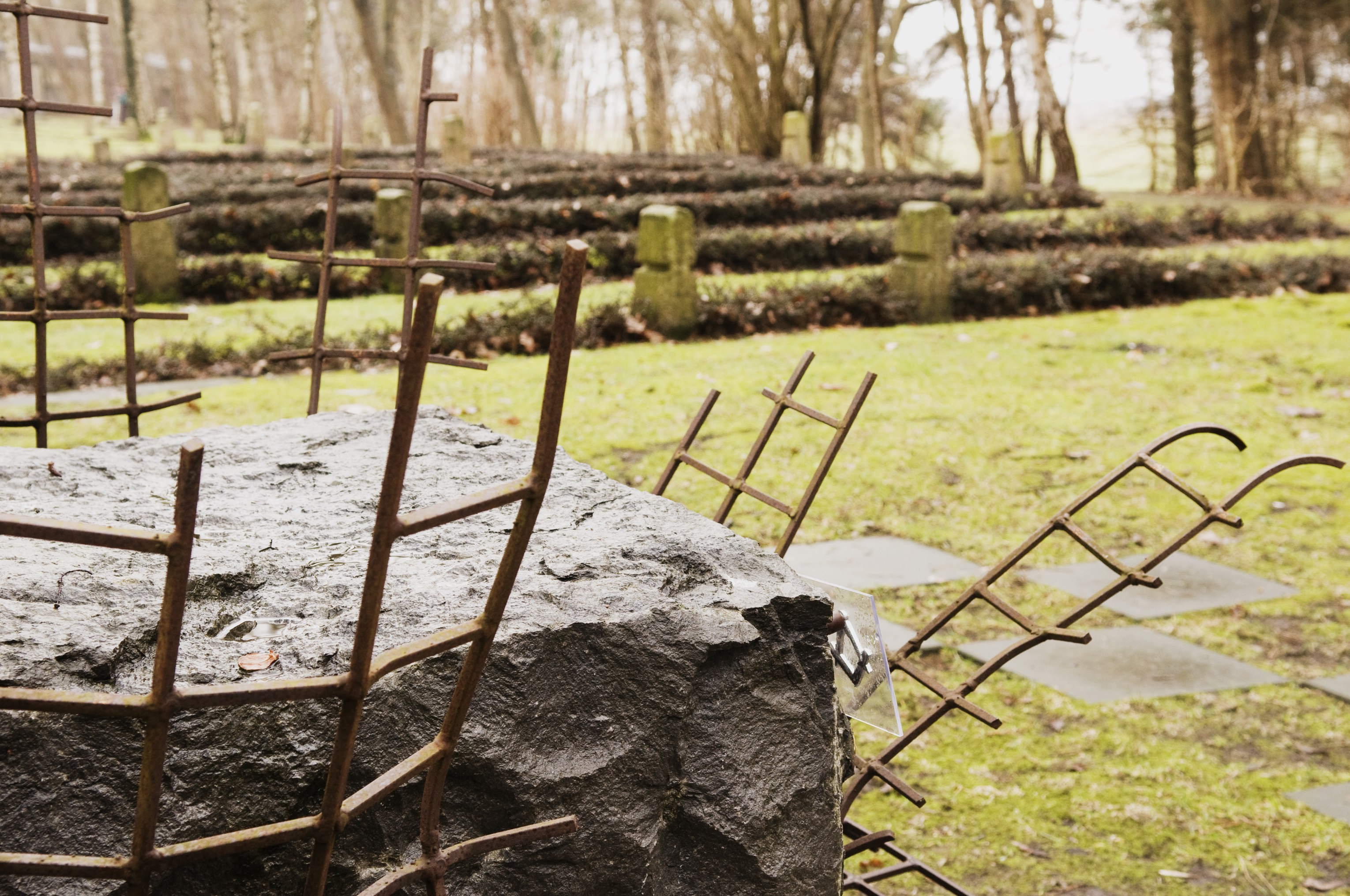
Кладбище Эстервеген
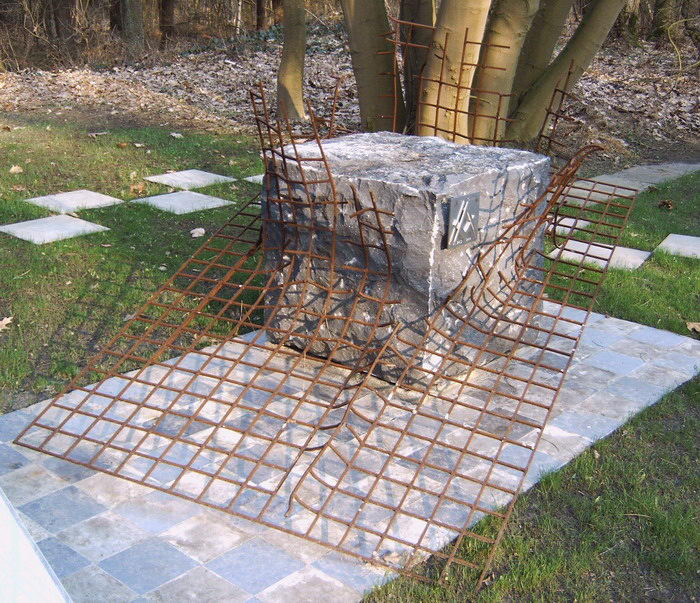
Meмориал в Эстервегене

## Судьбы членов ложи
Досточтимый мастер, Пол Хэнсон был перемещён, и умер в развалинах тюрьмы во время бомбардировки союзной авиации Эссена, 26 марта 1944 года.
Жан Сагг, и Франц Роша, принадлежали к ложе «Les Amis Philanthropes» № 5 Великого востока Бельгии.
Доктор Франц Роша, профессор университета, фармацевт и директор фармацевтической лаборатории, родился 10 марта 1908 года в Сен-Жиль. Он был сотрудником подпольной типографии в издании сопротивления «Голос бельгийцев». Был арестован 28 февраля 1942 года, прибыл в Унтермансфельд в апреле 1944 года, и умер там 6 апреля 1945 года.
Жан Сагг родился 8 сентября 1897 года в Генте, в немецкой части Голландии. Он сотрудничал с Францем Роша в подпольной типографии, переводил на немецкий и швейцарский языки тексты, и внёс вклад в публикации, в том числе, La Libre Belgique , La Legion Noire , Le Petit Belge и L’Anti Boche. Умер он в концентрационном лагере 8 февраля 1945 года.
Доктор Амиди Mиклот был школьным учителем. Он родился 20 декабря 1902 года в Лахамайде, и принадлежал к ложе «Союз и Прогресс». Последний раз его видели в заключении 8 февраля 1945 года.
Жан де Шрайвер, был полковником бельгийской армии. Он родился 23 августа 1893 года в Аалст (Бельгия) и был братом ложи «Свобода» в Генте. 2 сентября 1943 года он был арестован по обвинению в шпионаже и хранении оружия, и умер в феврале 1945 года.
Анри Стори родился 27 ноября 1897 года в Генте. Он был членом ложи «Север» в Генте. Умер 5 декабря 1944 года.
Люк Сомерхаузен, журналист, родился 26 августа 1903 года в Хоеилаарте. Он был арестован 28 мая 1943 года в Брюсселе, принадлежал к ложе «ASCO III», и был заместителем великого секретаря Великого востока Бельгии.
Фернан Eро, асессор аудиторского бюро, и офицер запаса пехоты. Родился 29 января 1914 года в Вемеле. Он был арестован 4 августа 1942 года, в качестве члена «Секретной армии». Но бежал и был арестован снова в 1943 году.
Ги Аннекар (1903—1945) адвокат и лидер «Голоса бельгийцев». Он также был членом ложи «Друзья Филантропии» (Les Amis Philanthropes) № 3 ВВБ.
Выжившие Eро и Сомерхаузен снова встретились в 1944 году в концентрационном лагере Ораниенбург (Заксенхаузен), и с тех пор находились в заключении вместе. Весной 1945 года они были вовлечены в «Марши смерти». И хотя Eро был 1,84 м в высоту, на 21 мая 1945 года он весил всего 32 кг. Такие данные Еро зафиксировали в брюссельской больнице в Сен-Пьер.
В августе 1945 года Люк Сомерхаузен послал подробный доклад великому мастеру Великого востока Бельгии, в котором он рассказал историю ложи «Liberté Chérie». Люк Сомерхаузен умер в 1982 году в возрасте 79 лет. Последний свидетель, Фернан Eро, умер в возрасте 83 лет, в 1997 году.

## Другие подобные ложи
Кроме Liberté chérie, существовали ещё две подобные ложи, которые были также образованы в нацистских концлагерях. Это ложи:
«Les frères captifs d’Allach» и
«Obstinée» — эта ложа была образована членами Великого востока Бельгии. Также, примечательна тем, что оратором в ней был Жан Рей, после войны занимавший должность президента Еврокомиссии (1967—1970).

## Мемориал
Мемориал, созданный архитектором Жаном де Саль, был установлен бельгийскими и немецкими масонами в субботу 13 ноября 2004 года. Он является частью мемориала Кладбища Эстервегена. Вим Руттен, великий мастер бельгийской федерации «Le Droit Humain», сказал на открытии: 
Мы собрались здесь, сегодня, на этом кладбище, в Эстервегене, не сетовать, но, чтобы выразить свободу мысли в общественном месте — В память о наших братьях; правах человека, которые никогда не должны быть забыты.